# M-9 (voormalige weg in Montenegro)
De M-9 of Magistralni Put 9 was een hoofdweg in Montenegro. De weg liep van	de M-2 bij Kolašin via Andrijevica naar de grens met Kosovo. Aan de Kosovaarse zijde gaat de weg verder als M-9 naar Pejë, maar de grensovergang is versperd. De M-9 in Montenegro was ongeveer 98 kilometer lang.

## Geschiedenis
In de tijd dat Montenegro bij Joegoslavië hoorde, was de weg onderdeel van de Joegoslavische hoofdweg M9. Deze weg liep van Kolašin via Pejë en Pristina  naar Pirot. Na het uiteenvallen van Joegoslavië en de onafhankelijkheid van Montenegro behield de weg haar nummer in Montenegro. 
In januari 2016 kende het Ministerie van Transport en Maritieme Zaken de nationale wegen nieuwe nummers toe. De M-9 loopt nu tussen Vilusi en Deleuša in het westen van het land. Het traject van de oude M-9 bestaat nu uit een deel van de R-13 (van Kolašin tot Mateševo) en de R-19 (tot aan Andrijevica). Van Andrijevica tot Murino loopt nu de R-2 en van Murino naar de Kosovaarse grens de R-9.